# 庫爾蘭集團軍

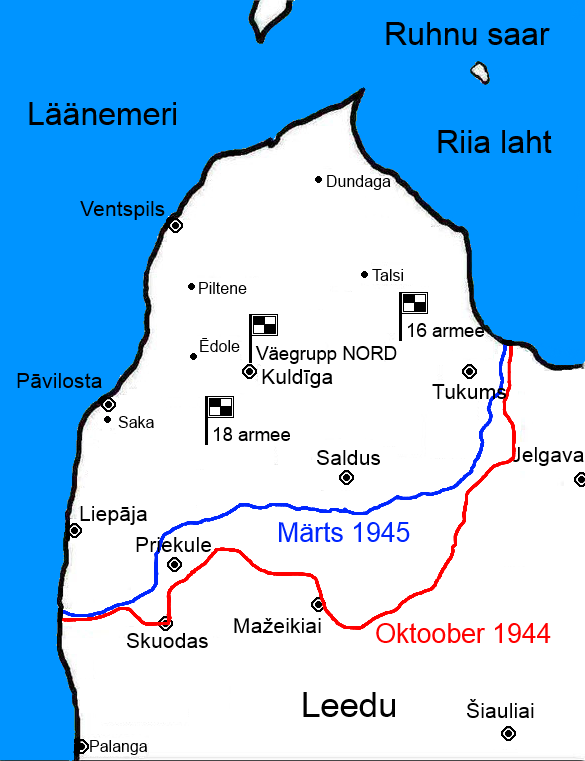
库尔兰半岛的战线推移

庫爾蘭集團軍（德語：Heeresgruppe Kurland）是二战期间德國位于東線的集團軍，由北方集團軍的殘餘組成，在1944年第二次世界大戰波羅的海攻勢期間被推進的蘇聯軍隊孤立在庫爾蘭半島。該集團軍一直被孤立在庫爾蘭口袋中直到第二次世界大戰在歐洲結束。1945年5月8日，已投降國防軍司令部命令德國國防軍的所有部隊投降。
由卡爾·希爾佩特將軍指揮的庫爾蘭集團軍第16和18軍團於1945年5月8日23:00結束敵對行動，並向列寧格勒方面軍司令列昂尼德·戈沃洛夫投降。到1945年5月9日晚上，庫爾蘭口袋中的189,000名德國軍隊（包括42名將軍級軍官）以及14,000名拉脫維亞人向蘇軍投降。

## 历任长官
| 任次 |                      | 指揮官                                  | 就职          | 离职          | 任职时间 |
| ---- | -------------------- | --------------------------------------- | ------------- | ------------- | -------- |
| 1    | 洛塔爾·倫杜利克      | 大將 洛塔爾·倫杜利克 （1887–1971）      | 1945年1月15日 | 1945年1月27日 | 12天     |
| 2    | 海因里希·馮·菲廷霍夫 | 大將 海因里希·馮·菲廷霍夫 （1887–1952） | 1945年1月27日 | 1945年3月10日 | 42天     |
| (1)  | 洛塔爾·倫杜利克      | 大將 洛塔爾·倫杜利克 （1887–1971）      | 1945年3月10日 | 1945年3月25日 | 15天     |
| 3    | 卡爾·希爾佩特        | 大將 卡爾·希爾佩特 （1888–1947）        | 1945年3月25日 | 1945年5月8日  | 44天     |

## 投降时的序列
- 苏军的最后通牒库尔兰集团军群司令卡尔·希尔伯特步兵上将；

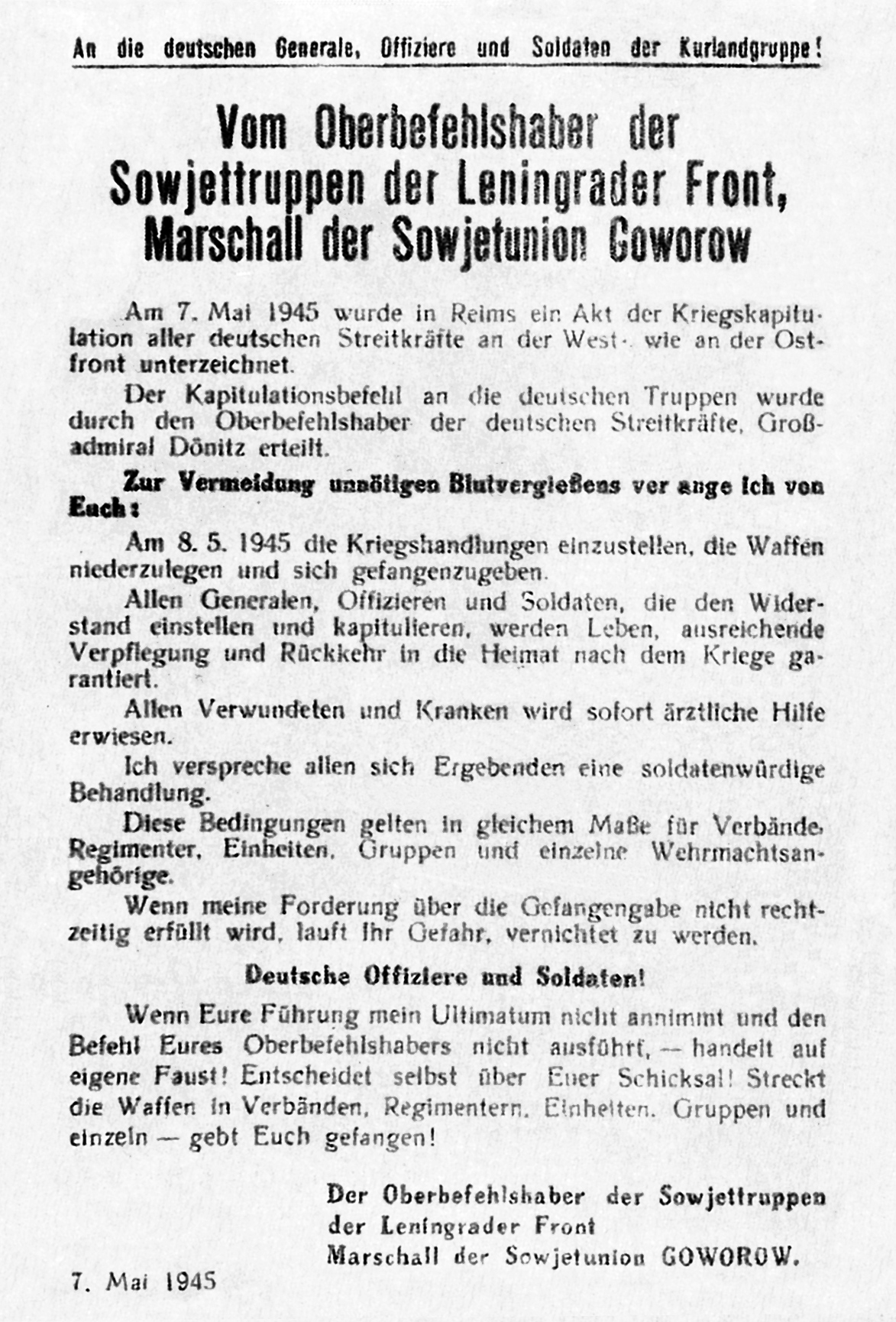
苏军的最后通牒

- 库尔兰集团军群参谋长弗里德里希·福尔奇中将；
- 库尔兰集团军群后勤部长奥托·弗里德里希·劳瑟少将；
- 库尔兰集团军兽医处处长凯勒中将；
- 第16集团军司令沃尔卡默·冯·基琴西滕巴赫中将；
- 第18集团军司令埃伦弗里德·奥斯卡·博格中将；
- 第1军司令乌泽尔中将；
- 第2军司令高斯中将；
- 第10军司令托马斯基炮兵上将；
- 第16军司令韦伯中将；
- 第38军司令赫尔佐格炮兵上将；
- 第11步兵师师长费耶阿本德中将；
- 第24步兵师师长舒尔茨少将；
- 第30步兵师师长亨泽少将；
- 第81步兵师师长弗朗茨·埃卡德·冯·本蒂维尼中将；
- 第87步兵师师长斯特拉赫维茨中将；
- 第121步兵师师长奥托马尔·汉森少将；
- 第122步兵师师长沙茨少将；
- 第126步兵师师长黑林少将；
- 第132步兵师师长戴米少将；
- 第205步兵师师长吉泽少将；
- 第218步兵师师长兰克中将；
- 鲍尔少将；
- 第225步兵师师长里瑟少将；
- 第263步兵师师长赫曼少将；
- 第300特种步兵师师长埃伯特少将；
- 第329步兵师师长门克尔中将；
- 第 563 人民掷弹兵师师长诺伊曼中将；
- 空军第21野战师某战斗群指挥官奥托·巴特少将；
- 库尔兰要塞区指挥官班德中将；
- 第19拉脱维亚师师长布鲁诺·斯特雷肯巴赫集團領袖；
- 第12装甲师师长霍斯特·冯·乌瑟多姆少将；
- 第 14 装甲师师长卡尔-马克斯·格雷塞尔上校；
- 利包市指挥官穆勒少将[2][3][4]